# Investidura
La investidura era l'acte pel qual s'efectuaven els pactes feudo-vassallàtics, pel qual el senyor lliurava el feu al vassall.
La investidura consistia en el lliurament d'un objecte simbòlic que es lliurava al vassall: una branca, un grapat de terra o alguna altra cosa que reflectís el feu investit. Aquest lliurament es feia després del jurament de fidelitat i l'homenatge.
Als comtats catalans, la investidura era duta a terme abans de qualsevol altre acte, com que la importància del feu dictava la durada i la importància dels compromisos del vassall.